# 勝田川

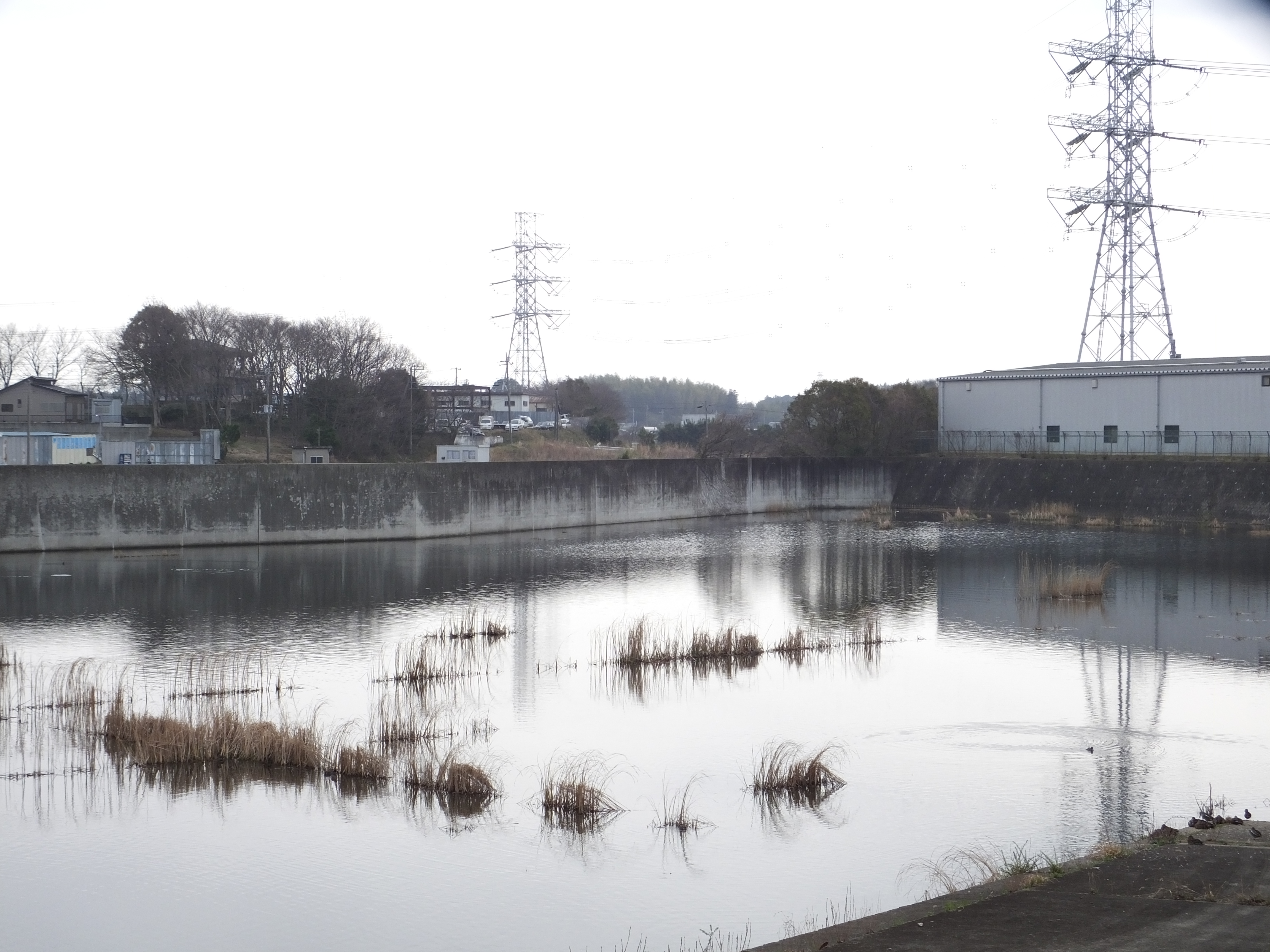
み春野調整池

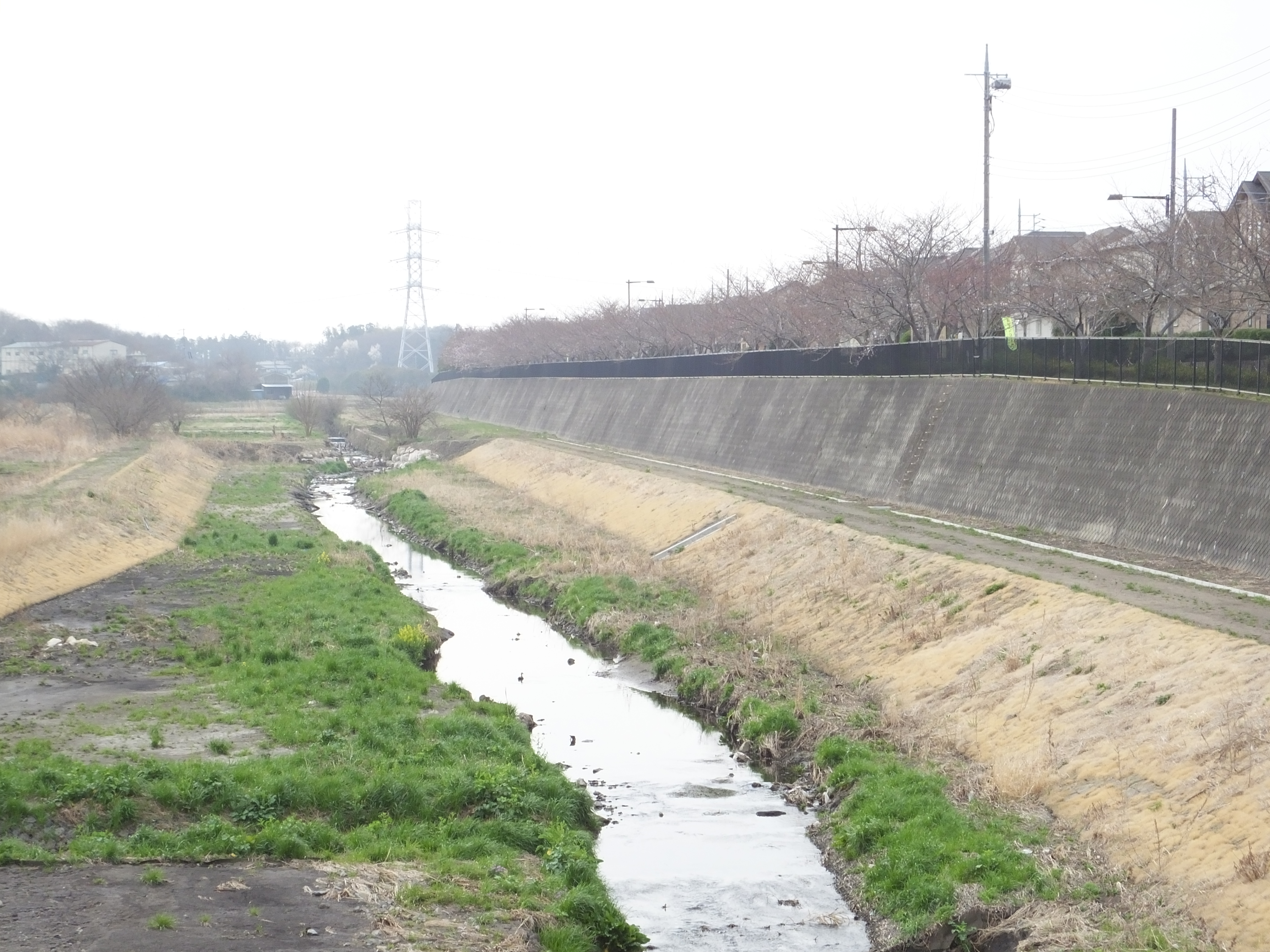
み春野橋より上流方

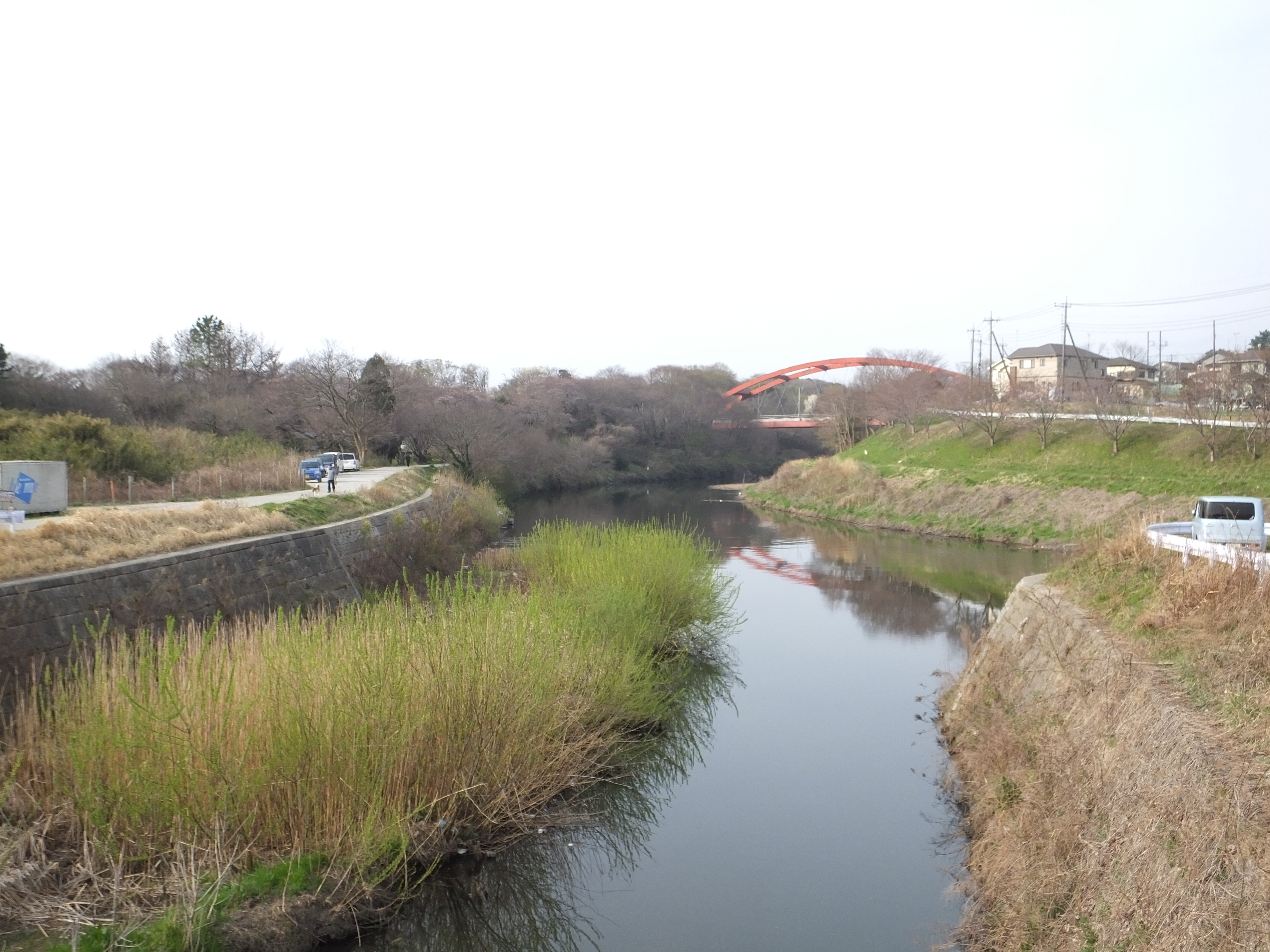
花見川との合流地点（新河道）

勝田川（かつたがわ）は、千葉県中央部を流れる利根川（印旛沼）水系の一級河川。

## 地理
千葉県千葉市稲毛区の東部、小深町の若葉区との境界付近に源を発し北流する。稲毛区と四街道市の境界部を流れ、四街道市に入ると東関東自動車道を越える。続いて花見川区との境界部を流れ、大日方面からの第3排水路を合わせる。今度は佐倉市・花見川区境となり向きを北西へ変え、宇那谷橋付近で宇那谷排水路（宇那谷1号排水路）と合流する。左岸はみ春野ニュータウンで、住宅造成に伴うみ春野調整池が設けられている。八千代市・花見川区境になると勝田付近でこてはし台方面からの排水路を合わせ、勝田台南付近で印旛放水路（花見川）に合流する。宇那谷橋より下流の3.59kmが一級河川に指定されている。なお一級河川に指定されていない上流部は「宇那谷2号排水路」という呼称が使われることがある。
かつてこの川は平戸川上流部に位置し、花見川合流地点よりさらに北へ流れ印旛沼へ注いでいたが、印旛放水路の完成により印旛沼と花見川河口が結ばれ、東京湾へ流れる河川に変わった。以前の流路上には大和田排水機場があるため印旛沼へ流れ出ることはなくなっている。

## 治水
流域では1970年代より宅地開発が進行し、台風や集中豪雨により沿岸農地の浸水被害が相次いだことから、準用河川に指定された1990年（平成2年）度より準用河川改修事業として対策が始まり、一級河川に昇格した1994年（平成6年）度より指定区間について河川改修事業を進めている。流域の4市で勝田川改修協議会を設置し、流域比に応じて護岸工事・河道掘削や橋の架け替えへの事業負担を行っている。そのため整備に要する期間が長く、上流部ではこの事業の終了を待って河川整備に着手せざるを得ないことから、2007年（平成19年）水源の小深町にポンプ排水設備を暫定的に設置している。2008年（平成20年）には第3排水路において勝田川合流点から約1.5kmの緑ヶ丘付近まで改修を終えている。なお勝田川河川改修事業は2015年（平成27年）度末に完了予定だが、千葉市の財政悪化が理由で遅滞が発生している。
整備区間の支流部ではこてはし台から勝田川へ流入する排水路流域において、こてはし台団地造成時にこてはし台調整池を整備した。この調整池は単なる貯水目的で設置されたものだったが、周囲に桜並木があるなど自然環境が豊富であることから、2004年（平成16年）以降千葉市と千葉大学の共同研究により、多自然型調整池を形成する取り組みがなされた。2006年（平成18年）2月には小学校と自治体が加わったこてはし台調整池水辺づくり協議会を結成し、2009年（平成21年）に整備が終了した。現在では花見川流域で唯一の多自然型調整池として、市民の憩いの場になっている。
宇那谷1号排水路流域では、1998年（平成10年）度より宇那谷調整池の工事に着手し、2008年（平成20年）に完成している。現在53,000立方メートル貯留可能で、今後は容積増大を図るとしている。

### 河道変更
河川改修事業によって国道16号より下流部で新流路の開削が行われ、2008年（平成20年）度に完了した。これにより花見川合流地点は東京湾寄りに150m程移動し、旧流路は水流が停止した。だが勝田台地区の雨水排水管が2本接続されていることからそのまま残されており、転落事故防止の観点から埋め立ての要望が出されている。埋め立て工事は勝田川改修協議会ではなく千葉県が施行する計画で、まだ進捗は見られていない。また河道に挟まれた三角地帯を公園とする要望もあるが、民有地であるため整備計画はないという。

## 主な橋
- 管理橋
- 勝田川橋（国道16号）
- 馬橋
- さかえ橋
- 内山橋
- み春野橋
- 宇那谷橋

## 参考資料
- 勝田川都市基盤河川改修事業の事業再評価（千葉県）
- こてはし台調整池水辺づくり協議会
- 千葉市議会会議録　平成21年第3回定例会（2009年9月30日）
- 千葉市議会会議録　平成21年第1回定例会（2009年3月13日）
- 千葉市議会会議録　平成21年予算審査特別委員会第2分科会（2009年3月6日）
- 千葉市議会会議録　平成20年決算審査特別委員会第2分科会（2008年9月24日）